# مقاطعة ويكوميكو (ماريلاند)
مقاطعة ويكوميكو هي مقاطعة في ماريلند، بلغ عدد سكانها 98٬733  نسمة، في 2010، عاصمتها سالزبوري.

## الموقع
تشترك في الحدود مع:
- مقاطعة دورشيستر
- مقاطعة سوسكس
- مقاطعة سومرست
- مقاطعة ورسستر (ماريلاند).